# Principales
 (juin 2013).
Si vous disposez d'ouvrages ou d'articles de référence ou si vous connaissez des sites web de qualité traitant du thème abordé ici, merci de compléter l'article en donnant les références utiles à sa vérifiabilité et en les liant à la section « Notes et références ».
Les Principales, sous-officiers de l'armée romaine dans l'Antiquité, étaient la colonne vertébrale de l'armée et surtout de la légion romaine. Leur solde était double par rapport aux hommes de troupe, ils étaient aussi « immune » c'est-à-dire exempts de toute corvée. Ils avaient néanmoins toujours une tâche à accomplir, parfois même très spécifique. Les principales les plus récurrents se retrouvaient dans toutes les centuries :
- Optio centuriæ équivalent d'un adjudant chef, second d'un centurion
- Signiferi porteur du signum, enseigne d'une cohorte ou d'une centurie
- Tesserarius équivalent de sergent-major, porteur de la tessera (plaque contenant les mots de passe)
- Campidoctor instructeur
- Pecuarii préposé aux subsistances
- Cornicen trompettiste qui sonne les ordres pour une centurie

D'autres principales avaient des fonctions bien précises, n'entrant pas dans le domaine des centuries traditionnelles :
- Optio ad spem ordinis sous-officier en attente d'une promotion de centurion
- Optio valetudinarii sous-officier de l'infirmerie
- Optio carceris sous-officier chargé des prisonniers
- Optio statorum sous-officier de police militaire
- Optio fabricæ sous-officier dans le génie
- Optio Campidoctor sous-officier responsable des recrues
- Hatiliarius maître d'arme
- Beneficiarii sous-officier au service d'un officier supérieur ou dans sa garde personnelle
- Speculatores espions et messagers commandés par un equitum (de rang équestre)
- Exploratores éclaireurs commandés par un equitum (de rang équestre)
- Mensores architectes sous les ordres du Præfectus castrorum (préfet chargé des constructions et des outils)
- Cornicularius sous-officier à un poste administratif
- Aquilifer porteur de l'aigle d'une légion
- Imaginifer porteur de l'image de l'empereur, petite statue représentant la tête de l'empereur (seulement sous l'empire)
- Vexillarius porte-drapeau (le vexilum), souvent utilisé en cavalerie
- Antesignani soldat d'élite placé devant l'étendard au combat
- Architecti ingénieur en construction ou armement
- Armicustos spécialiste en armes et équipements
- Ballistarius artilleur sur baliste
- Scorpionarius artilleur sur scorpio
- Venator chasseur
- Librarius scribe qui copiait des documents
- Adsripticius (sous la république) sous-officier qui remplaçait des hommes tombés dans les rangs, probablement disparu à la réforme de Marius
- Decanus chef d'un contubernium (groupe de 8 à 10 hommes qui partagent la même tente)
- Optio cornicen était sous-officier responsable des musiciens
- Tubicen ou Aenator (Musiciens)
- Buccinator avec une corne, communiquait les ordres pour les centuries
- Optio navaliorum était un sous-officier de marine